# William Raymond Philipson
William Raymond Philipson (Newcastle upon Tyne, 6 dicembre 1911 – Greytown, New Zealand, 28 marzo 1997) è stato un botanico, esploratore, ornitologo e scrittore neozelandese.

## Biografia
Philipson si sposò con la sua collega Melva Noeline Philipson (1925-).
Fu membro corrispondente della Botanical Society of America.
Si interessò in particolare di Pteridophyta e Spermatophyta provenienti da Colombia, Giamaica, Nuova Zelanda e Papua Nuova Guinea. Nel corso della sua carriera, denominò per primo 199 taxa.

## Opere
- (EN)  Philipson William Raymond, Box harold edmund, 1951, Contributions to our knowledge of old world Araliaceae. Bull. of the British Museum. Natural history. 1 pp.
- (EN)  Palser Barbara F., Philipson William Raymond, Philipson Melva Noeline, 1991, Characteristics of ovary, ovule and mature megagametophyte in Rhododendron L. (Ericaceae) and their taxonomic significance. Volumen 105, Nº 4 del Botanical journal. Academic Press. 102 pp.
- (EN)  Philipson William Raymond, 1979, Araliaceae: 1, 105 pp.
- (EN)  Philipson William Raymond, Ward Josephine M., Butterfield Brian Geoffrey, 1971, The vascular cambium: its development and activity. Chapman & Hall. 182 pp.
- (EN)  St. John Harold, Philipson William Raymond, 1962, An account of the flora of Henderson Island, South Pacific Ocean. Royal Society of New Zealand. 194 pp.
- (EN)  Philipson William Raymond, 1962, Rock garden plants of the Southern Alps. Caxton Press. 167 pp.
- (EN)  Philipson William Raymond, 1952, The immaculate forest: an account of an expedition to unexplored territories between the Andes and the Amazon. Hutchinson. 223 pp.
- (EN)  Philipson William Raymond, Doncaster C. C., Idrobo J. M., 1951, An expedition to the Sierra de la Macarena, Colombia. Royal Geographical Soc. 13 pp.
- (EN)  Philipson William Raymond, 1950, Wild flowers. Black's young naturalist's series. A. & C. Black. 96 pp.
- (EN)  Philipson William Raymond, 1937, A revision of the British species of the genus Agrostis L. . Volume 51 del Botanical journal. Linnean Society. 79 pp.
- (EN)  Chapman Valentine Jackson, Philipson William Raymond, Chaytor D. A., 1937, A revision of the marine algae of Norfolk. Volume 51, Nº 338. Linnean Society. 59 pp.